# Cannaceae
Cannaceae је фамилија монокотиледоних биљака из реда Zingiberales. Обухвата само један род, Canna, са 19 врста, распрострањених у тропским и суптропским пределима Новог света.
Људи су их рано почели узгајати као украсне биљке и као извор скроба. По открићу ове биљке од стране Европљана, почело је њено узгајање широм планете, чак и у умерено-континенталним условима климе.